# Peter Larsen (skuespiller)
 Der er flere personer med dette navn, se Peter Larsen.
Peter Larsen (født 2. januar 1956 i Næstved) er en dansk skuespiller.
Larsen begyndte som 12-årig i Næstved Amatørscene.
Han har gået på mimeskole i Polen, blev senere konferencier på Festival of Fools og kom med i teatergruppen Solvognen. Senere indledte han et samarbejde med Anne Marie Helger.
Det blev dog hans filmdebut med Mord i mørket i 1986, der førte til hans store folkelige gennembrud. Her spillede han transvestit, og senere fulgte mange tv-optrædener hos Hans Otto Bisgaard som henholdsvis tjener Frandsen og den særdeles barmfagre fru Erna Iversen. 
Peter Larsen gennemgik Tamil-sagen i Niels Ufers stykke Mens vi venter på retfærdigheden på Café Teatret. 
25 år efter stykket om Tamil-sagen genoplivede Peter Larsen sin figur kultursociolog Jørgen Andersen i stykket Mens vi venter på Irakkommissionen, der blev opført på Det Kongelige Teater i november og december 2017 og på Teater Katapult i Århus i marts 2018. Stykket har repremiere på Det Kongelige Teater i februar og marts 2019. 

## Filmografi
- Take it Easy (1986)
- Mord i mørket (1986)
- Mord i Paradis (1988)
- Høfeber (1991)
- Det skaldede spøgelse (1992)
- Viktor og Viktoria (1993)

### Tv-serier
- Alletiders jul (julekalender, 1994)